# Dogwood Acres
Dogwood Acres es un área no incorporada ubicada del condado de Orange en el estado estadounidense de Carolina del Norte.